# Schlangenbad
Schlangenbad est une commune de Hesse (Allemagne), située dans l'Arrondissement de Rheingau-Taunus, dans le district de Darmstadt.

## Jumelages
- Craponne (France) dans la région de Rhône-Alpes.